# Ґустав Гаґелін
Ґустав Гаґелін (швед. Gustaf Hagelin, 5 жовтня 1897 — 13 грудня 1983) — шведський вершник.
Срібний призер Олімпійських Ігор 1924 року в командному триборстві.